# Харківська вулиця (Сіверськодонецьк)
Харківська вулиця —  вулиця у Сіверськодонецьку. Розташована в районі перетину вулиці Єгорова і окружної дороги. Забудовувалася кількаповерховими котеджами. У грудні 2009 року вулиця була перейменована зі Святкової на Московську на честь міста Москва. 19 грудня 2024 року набула назви Харківська вулиця.